# Новосельська сільська адміністрація
Новосе́льська сільська адміністрація (каз. Новосельское ауылдық әкімдігі, рос. Новосельская сельская администрация) — адміністративна одиниця у складі Атбасарського району Акмолинської області Казахстану. Адміністративний центр та єдиний населений пункт — село Новосельське.
Населення — 674 особи (2021; 1117 у 2009, 1537 у 1999, 1980 у 1989).
Станом на 1989 рік існувала Новосельська сільська рада (села Людмиловка, Новосельське, Пролетарка, селище Новосельська). Село Людмиловка було ліквідоване 2005 року, село Пролетарка — 2009 року. 2013 року Новосельський сільський округ було перетворено в сільську адміністрацію.

## Склад
До складу адміністрації входять такі населені пункти:
| Населений пункт                | Колишні назви | Населення, осіб (1989) | Населення, осіб (1999) | Населення, осіб (2009) | Населення, осіб (2021) |
| ------------------------------ | ------------- | ---------------------- | ---------------------- | ---------------------- | ---------------------- |
| Людмиловка, село               | -             | 136                    | 94                     | -                      |                        |
| Новосельська, станційне селище | -             | 5                      | -                      | -                      |                        |
| Новосельське, село             | -             | 1598                   | 1251                   | 1079                   | 668                    |
| --Пролетарка, село             | -             | 246                    | 192                    | 38                     | 6                      |